# Landtagswahlkreis Heilbronn-Land I
Der Wahlkreis Heilbronn-Land I (Wahlkreis 12) war ein Landtagswahlkreis in Baden-Württemberg. Er bestand unter diesem Namen und mit dieser Nummer von der Landtagswahl 1956 bis zur Landtagswahl 1972. Auch bei der Wahl zur verfassunggebenden Landesversammlung 1952, die sich 1953 als erster Landtag konstituierte, gab es im Land Württemberg-Baden einen Wahlkreis mit dem Namen Heilbronn-Land I, der die Nummer 17 trug. Seit der Landtagswahl 1976 gibt es einen Wahlkreis Neckarsulm mit der Nummer 20.
Der Wahlkreis umfasste ungefähr den nordöstlichen Teil des damaligen Landkreises Heilbronn und bestand von 1952 bis 1972 aus den Gemeinden Affaltrach, Bachenau, Bad Friedrichshall, Bittelbronn, Brettach, Bürg, Cleversulzbach, Dahenfeld, Degmarn, Duttenberg, Eberstadt, Eichelberg, Ellhofen, Erlenbach, Eschenau, Gellmersbach, Gochsen, Grantschen, Gundelsheim, Höchstberg, Hölzern, Hößlinsülz, Jagsthausen, Kochersteinsfeld, Kochertürn, Lampoldshausen, Lehrensteinsfeld, Löwenstein, Möckmühl, Neckarsulm, Neuenstadt am Kocher, Neulautern, Obergriesheim, Oedheim, Offenau, Olnhausen, Roigheim, Siglingen, Sülzbach, Tiefenbach, Untergriesheim, Weiler bei Weinsberg, Weinsberg, Widdern, Willsbach, Wimmental, Wüstenrot und Züttlingen. Bei der Landtagswahl am 23. April 1972 waren einige dieser Gemeinden aufgrund der laufenden Gemeindereform bereits in andere eingemeindet oder hatten sich zusammengeschlossen.
Von 1946 bis 1952 gab es in Württemberg-Baden einen Wahlkreis Heilbronn, der die Stadt Heilbronn sowie den ganzen Landkreis Heilbronn umfasste und mehrere Abgeordnete entsandte.

## Wahlen und Abgeordnete 1952 bis 1972
Bei den Landtagswahlen in Baden-Württemberg hat jeder Wähler nur eine Stimme, mit der sowohl der Direktkandidat als auch die Gesamtzahl der Sitze einer Partei im Landtag ermittelt werden. Dabei gibt es keine Landes- oder Bezirkslisten, stattdessen werden zur Herstellung des Verhältnisausgleichs unterlegenen Wahlkreisbewerbern Zweitmandate zugeteilt. Die bis zur Wahl 2006 gültige Regelung sah eine Zuteilung dieser Mandate nach absoluter Stimmenzahl auf Ebene der Regierungsbezirke vor. Bei der Wahl zur verfassunggebenden Landesversammlung 1952 gab es keine Zweitmandate, sondern Landesergänzungslisten.
Den Wahlkreis Heilbronn-Land I vertraten von 1952 bis 1976 folgende Abgeordnete im Landtag:
| Partei | Art des Mandats | Gewählte |
| ------ | --------------- | --- |
| CDU    |                 | Josef Lang 1952 |
| CDU    | Erstmandat      | Josef Lang 1956 |
| SPD    | Erstmandat      | Walter Gress 1960 |
| CDU    | Erstmandat      | Otto Klenert 1964, 1968, 1972, Mandat niedergelegt zum 30. September 1973 Hermann Mühlbeyer, nachgerückt am 1. Oktober 1973 |